# Jarryd Botha
Pour les articles homonymes, voir Botha.
Jarryd Botha, né le 10 mars 1985, est un nageur sud-africain.

## Carrière
Jarryd Botha est médaillé d'argent du 50 mètres dos aux Championnats d'Afrique de natation 2004 à Casablanca.
Il étudie à l'Université d'État de Floride.